# Сэмюэл, Герберт Луис
Герберт Луис Сэмюэл GCB OM PC, 1-й виконт Сэмюэл (англ. Herbert Louis Samuel, 1st Viscout Samuel; 6 ноября 1870 — 5 февраля 1963, Лондон) — британский политический деятель, первый Верховный комиссар Палестины.

## Биография

### Детство и юность
Герберт Луис Сэмюэл родился в конце 1870 года в семье Эдвина (Менахема) и Клары Сэмюэл. Его отец и дядя возглавляли одну из крупнейших британских финансовых компаний Samuel and Montegu и приходились родственниками баронам Ротшильдам. Вскоре после рождения Герберта семья, в которой в общей сложности было пятеро детей, перебралась в Лондон, где Герберт рос в кругу состоятельных британских евреев. Когда ему было семь лет, умер его отец, и воспитанием мальчика занималась мать — ультраортодоксальная еврейка. Позже влияние на взгляды Герберта начал оказывать его дядя Сэмюэл Монтегю — также верующий еврей, однако значительно менее жёсткого толка, и деятель Либеральной партии. Учёба в Баллиол-колледже Оксфордского университета, оконченном в 1893 году, окончательно сформировала взгляды молодого Сэмюэла как левого либерала, мало интересующегося религией, зато со значительными политическими амбициями. Уже в 18 лет он стал членом Либеральной партии.
С середины 1890-х годов Герберт Сэмюэл активно занялся политикой. В 1895 и 1900 годах он баллотировался в Палату общин от Южного Оксфордшира, но дважды подряд проиграл выборы. В промежутке между кампаниями в 1897 году он женился на Беатрис Франклин — ещё одной представительнице замкнутого общества влиятельных британских евреев.
В 1902 году вышла книга Сэмюэла «Либерализм», где он попытался сформулировать основные идеи своей партии. В частности, он писал: 

Государство обязано обеспечить всем своим гражданам и всем, на чью жизнь оно может влиять, максимальные возможности для лучшей жизни.Оригинальный текст (англ.)It is the duty of the State to secure to all its members, and all others whom it can influence, the fullest possible opportunity to lead the best life
Теоретическая работа Сэмюэла не осталась незамеченной лидерами британских либералов. С поддержкой Либеральной партии он выиграл выборы 1902 года и стал членом парламента от графства Кливленд, где его основным электоратом были шахтёры и заводские рабочие.

### Политическая карьера в преддверии и в течение Первой мировой войны
Вскоре после избрания в парламент Сэмюэл составил себе репутацию талантливого оратора. Не будучи харизматичным, он при этом обладал даром убеждения, умел обосновать свою позицию логически и отличался вниманием к деталям. Эти способности стали для него пропуском на административные должности в правительствах, формируемых Либеральной партией.
В 1905 году Сэмюэл был назначен заместителем министра внутренних дел. Его сферой деятельности стала подготовка социальных реформ, и он в частности отвечал за законопроекты о помощи нуждающимся детям, защите прав рабочих, регуляции иммиграции и реформе пенитенциарной системы для малолетних преступников (так называемый Детский закон). В 1908 году Сэмюэл был включён в состав Тайного совета, а в 1909 году стал членом кабинета Асквита, получив один из наименее важных постов министерского уровня — канцлера герцогства Ланкастерского. Это назначение сделало его первым в истории членом правительственного кабинета Великобритании еврейского вероисповедания. В 1910 году он получил более ответственное министерское назначение, став Генерал-почтмейстером. Во время пребывания Сэмюэла на этом посту он провёл ряд реформ почтового ведомства, направленных на увеличение его эффективности. В этот период в Великобритании впервые появляется авиапочта и осуществляется национализация телефонной связи, перешедшей в ведение почтового ведомства. В 1913 году его имя оказалось в центре коррупционного скандала после того, как он, вместе с рядом других ведущих политиков (включая Генерального прокурора Руфуса Айзекса), приобрёл акции компании Marconi накануне получения ею выгодного правительственного заказа и через некоторое время прибыльно их продал. В результате последовавшего судебного процесса все обвинения против него были сняты.
В 1914 году Сэмюэл был назначен секретарём Совета местного управления; в его ведении оказались вопросы налогообложения, социального законодательства и здравоохранения. На этом посту он встретил мировую войну, в ходе которой также был сначала возвращён на пост Генерал-почтмейстера, а позже возглавлял Хоум-офис. Среди проектов, осуществлённых им в этот период, было создание системы приёма и адаптации беженцев. К этому же времени относится и начало его увлечения идеями сионизма. Он поставил вопрос о создании еврейского государства в Палестине сначала перед Дэвидом Ллойд-Джорджем, а затем перед министром иностранных дел Греем, получив от обоих положительные отзывы. В 1915 году Сэмюэл распространил среди членов кабинета меморандум, предлагающий введение британского протектората над Палестиной, целью которого стало бы поощрение еврейского заселения этого региона, формирование еврейского большинства среди его населения и в итоге учреждение еврейского самоуправления под эгидой Великобритании. Проект на этом этапе был отклонён ввиду противодействия премьер-министра Асквита. Усилия Сэмюэла и других видных сионистских деятелей тем не менее привели в 1917 году к созданию документа, известного как Декларация Бальфура и выражающего положительное отношение британского правительства к учреждению в Палестине «национального дома для еврейского народа».

### На посту Верховного комиссара Палестины
После поражения либералов на очередных выборах Сэмюэл потерял свой министерский пост, но продолжал занимать важные должности в почтовом ведомстве и Хоум-офисе вплоть до 1920 года. В 1920 году он был возведён в рыцарское звание, став рыцарем Большого креста ордена Британской империи, и был назначен первым Верховным комиссаром Палестины, ответственным за управление территорией, на которую Великобритания получила мандат от Лиги Наций. Будучи горячим сторонником создания в Палестине еврейского государства и личным другом председателя Всемирной сионистской организации Хаима Вейцмана, Сэмюэл в то же время был решительным противником насилия в том числе и против арабского населения Палестины и убеждённым апологетом решения трений путём переговоров.
Сэмюэл прибыл в Палестину 30 июля 1920 года. К этому моменту на правительственном уровне было принято решение о выделении из мандатной территории эмирата Трансиордания, и Верховному комиссару пришлось немедленно заниматься не только урегулированием вопросов границ с французскими мандатными территориями в Сирии и Ливане, но и обеспечением стабильности режимов в Трансиордании и Ираке. В первые же месяцы на посту он также столкнулся с нехваткой средств, необходимых для еврейской колонизации земель Палестины (эти фонды предполагалось пополнять за счёт пожертвований от богатых евреев за рубежом), а несколько позже, в 1921 году, — с ожесточённым сопротивлением еврейской иммиграции и колонизации со стороны палестинских арабов. В мае 1921 года в ходе вспыхнувших в Яффе беспорядков погибли около сотни евреев и арабов, что вскоре повлекло за собой стратегическое решение об ограничении еврейской иммиграции, объём которой был поставлен в соответствие с «экономической ёмкостью» страны. Для решения вопросов сосуществования арабского и еврейского населения при Верховном комиссаре был создан совещательный совет, в который, помимо десяти мандатных чиновников, входили представители трёх секторов населения: мусульманского, христианского (по три человека) и еврейского (четыре человека). После двух лет работы, однако, мусульманские представители отказались от дальнейшего сотрудничества. Еврейская поддержка Сэмюэла также растаяла, когда он согласился на ограничение въезда новых иммигрантов, а назначение им в качестве Иерусалимского муфтия одного из наиболее влиятельных националистов — Хаджа Амина аль-Хусейни — вместо решения проблем противостояния привело к их углублению. В Верховном комиссаре разочаровались не только радикальные еврейские националисты во главе с Жаботинским, но и руководство сионистов-социалистов. При этом, несмотря на напряжённость, Сэмюэлу удалось предотвратить до момента передачи полномочий в 1925 году повторение яффских погромов, а еврейское население Палестины выросло с 55 тысяч человек в 1919 году до 108 тысяч в 1925 году. Британские власти официально признали ряд еврейских структур в Палестине — в частности, Верховный раввинат, — а одним из трёх официальных языков мандатной Палестины стал иврит. Значительные успехи были также достигнуты в судебной сфере, образовании и здравоохранении, в работе санитарных служб и связи.

### Дальнейшая карьера
Вернувшись на родину, Сэмюэл рассчитывал посвятить своё время философии и творчеству, но обстоятельства заставили его немедленно включиться в политический процесс в качестве посредника между рабочими угольной промышленности, шахтовладельцами и правительством. В июле 1926 года он был возведён в достоинство рыцаря Большого креста ордена Бани за роль, сыгранную в разрешении кризиса в угольной промышленности и прекращении всеобщей забастовки.
Поддерживая тесные контакты с лейбористским руководством (в частности, Беатрисой и Сиднеем Веббом), в конце десятилетия Сэмюэл тем не менее вернулся в парламент как депутат от Либеральной партии. В последующее десятилетие он оставался одним из лидеров партии, занимая по ходу ряд правительственных должностей (в частности, пост министра внутренних дел в 1931—1932 годах в кабинете Дж. Р. Макдональда, из которого вышел из-за несогласия с протекционистской линией правительства). До поражения на выборах 1935 года, не занимая министерских постов, он оставался лидером либеральной фракции в Палате общин. В 1937 году ему был пожалован титул виконта, и в 1944—1955 годах он был лидером поредевшей либеральной фракции в Палате лордов.
Помимо правительственных и парламентских постов, Сэмюэл занимал ряд высоких общественных должностей. В частности, оставаясь сторонником сионизма, он в 1936 году был назначен председателем правления Палестинской электрической компании, входил в попечительский совет Еврейского университета в Иерусалиме. С 1931 по 1959 год занимал пост президента Британского (позже Королевского) института философии. После ухода из активной политики написал несколько философских работ:
- «Практическая этика» (1935)
- «Философия на каждый день: убеждение и действие» (1937)
- «Человек-творец» (1949)
- «Физические очерки» (1951)
- «В поисках реальности» (1957)

В 1945 году вышли также его мемуары. Герберт Сэмюэл скончался в Лондоне в феврале 1963 года, на 93-м году жизни. Титул виконта Самуэля унаследовал его старший сын Эдвин.

## Оценки деятельности
Сэмюэл, противоречивый политик, пытавшийся объединить в проводимой линии британские имперские интересы, либерализм и симпатии к сионизму, был при жизни отмечен высокими британскими наградами, включавшими орден Бани и орден Заслуг. В то же время исследователи деятельности этого идеолога и практика «нового либерализма» после смерти удостаивают его достаточно разных оценок, в основном не столь восторженных. Так, его социальная политика в метрополии получила от одного из комментаторов в Sunday Times такую оценку: 

Если его и помнят сегодня, то только благодаря вороху реформаторских парламентских биллей,… в которых ему никогда не удавалось поднять взгляд намного выше уровня социальной инженерии. Ему не хватало обязательного атрибута успешного радикального политика — чувства возмущения.Оригинальный текст (англ.)If he is remembered at all today, it is probably for leaving behind him a pile of reforming acts of parliament... never quite able to raise his eyes above the level of being a social engineer. He lacked the one attribute necessary to any successful radical politician, a sense of outrage.
В традиционной сионистской историографии осторожная политика Сэмюэла в Палестине рассматривается как отступление от принципов Декларации Бальфура и заискивание перед радикальными арабскими элементами. В то же время в работах израильских «новых историков» и арабских исследованиях, посвящённых британскому мандату в Палестине, он изображается радикальным сионистом, последовательно поддерживавшим евреев и ущемлявшим интересы арабского населения, для вида заигрывая с его вождями. В действительности, как пишет биограф Сэмюэла Бернард Вассерстейн, ни та, ни другая сторона не представляют в своих публикациях полной картины и не отражают политических и идеологических противоречий в деятельности первого Верховного комиссара Палестины.

## Сочинения
- Самуэль, Герберт Льюис. Либерализм : опыт изложения принципов и программы современного либерализма / С введением Герберта Г. Асквита. Пер. с англ. под ред. М. Мамуровского. — 2-е изд., испр. — М.: URSS, 2009. — 488 с. — (Из наследия мировой политологии) — ISBN 978-5-397-01252-2